# Manuel Ruiz Urriés de Castilla
Manuel María José Joaquín Benito Pascual Clemente Fermín Ruiz Urriés de Castilla y Pujadas, (Ortilla, 23 de noviembre de 1734-Quito, 18 de junio de 1812) I conde de Ruiz de Castilla, fue brigadier de los Reales Ejércitos de España y funcionario público de la corona ibérica en la época virreinal. Ocupó los cargos de Intendente de Minas de Huancavelica, gobernador General de Cuzco, y Presidente de Cuzco y Quito.

## Biografía
Nació en Ortilla, Huesca, Aragón, el 23 de noviembre de 1734, siendo bautizado ese mismo día en la parroquia de San Gil en Ortilla, en el seno de la familia infanzona oscense de los Ruiz de Castilla y Urriés, rama derivada de los Jordán de Urriés. Fue hijo del señor de Ortillacid y de la mitad de Lizana, José Ruiz de Castilla y Urriés y Cavero (hijo de Bernardo Ruiz de Castilla y Urriés y Segura y de Antonia Cavero y Esteban, señora de Ortillacid) y de su esposa Margarita Pujadas y Cabañas (hija de Juan Pujadas Sanz de Berrozpe y Muñoz y de Teresa Rosa Cabañas y Heredia). Tuvo dos hermanos, José María, que fue elegido canónigo de la Iglesia metropolitana de Tarragona en octubre de 1774 y nombrado en 1787 sumiller de cortina y oratorio del rey Carlos III y María Manuela, que murió niña.
En 1779 viajó a Perú para convertirse en corregidor de Chilques, Paruro y Masqués. Mientras aún ostentaba el grado de Coronel participó en la lucha contra la insurrección de Tupac Amaru. En 1790 fue nombrado Gobernador Intendente de Minas de Huancavelica. Presidió la Real Audiencia del Cuzco desde 1794 hasta 1806. En 1808 fue nombrado Presidente de la Presidencia de Quito.
Entre sus mayores retos políticos estuvo el afrontar la revolución quiteña de agosto de 1809, que terminó en la Primera Junta de Gobierno Autónoma de Quito, que lo relevó del mando. Finalmente, aislada y bloqueada, el 13 de octubre de 1809 la Junta le devolvió el mando, negociando con él que no se tomarían represalias y permitiendo el ingreso a la ciudad sin resistir de las tropas coloniales de Lima y Santa Fe.
Sin embargo Ruiz Urriés de Castilla, presionado por los acontecimientos, persiguió y encarceló a los cabecillas del grupo, obligando a los otros miembros a huir y esconderse. Con la ciudad ocupada por el Ejército colonial del comandante Manuel Arredondo, ordenó a la Audiencia el inicio de procesos penales contra todos los patriotas, que fueron detenidos en su mayoría, al menos los que no tenían títulos nobiliarios. El obispo de Quito, Cuero y Caicedo, un entusiasta de la independencia, denunció las irregularidades que la Audiencia y sus fiscales cometieron en todos los procesos ante el virrey de Santa Fe, sin éxito. En el proceso las autoridades judiciales recurrieron a la tortura e incluso se denunció falsificación de documentos. El fiscal Tomás de Arechaga pidió la pena de muerte para 72 personas, no obstante, Ruiz Urriés de Castilla se negó a firmarlas.
Un año más tarde el pueblo de la ciudad de Quito intentó liberar a los presos, hecho que culminó en el Motín del 2 de agosto de 1810.
El 11 de abril de 1811, el comisionado regio Carlos de Montúfar, quien logró de la Junta de Regencia de España el encargo de pacificar a Quito, encabezó la declaración de independencia de Quito e instaló una nueva Junta, presidida por Ruiz Urriés de Castilla y su propio padre, el marqués Juan Pío Montúfar. Ruiz Urriés de Castilla renunció y fue sustituido por el obispo Cuero y Caicedo, quien firmaba sus decretos de esta manera: "Joseph, por la gracia de Dios, Obispo y por la voluntad de los pueblos Presidente del Estado de Quito". Nuevamente, las ciudades cercanas le declararon la guerra a Quito y despacharon tropas para someterla. Desde Lima llegó un Ejército al mando de Toribio Montes para someter a Quito y Nueva Granada.
El 15 de febrero de 1812 se promulgó la primera Constitución ecuatoriana, la Constitución del Estado de Quito. En estos nuevos motines, el pueblo de Quito se dirigió enardecido hasta el convento en el que se hallaba el anciano conde y lo apaleó hasta dejarlo moribundo. Ruiz Urriés de Castilla murió consecuencia de las heridas que no fueron tratadas, el 18 de junio de 1812.

## Matrimonio y descendencia
Casó el 29 de noviembre de 1760 en la iglesia de Santa Catalina en Alcira, Valencia, con María de la Purificación Casasús y Navía-Osorio, hija de José Javier Casasús Judici de Acharte, caballero de la Orden de Montesa y de Margarita de Navia-Osorio y Roig (hija de Álvaro José de Navia-Osorio y Vigil de la Rúa, III marqués de Santa Cruz de Marcenado, vizconde del Puerto, señor de la casa de Celles y de la Torre de Vigil y de su segunda esposa, María Teresa Roig y Magriña). Fue también hermana del literato José Joaquín Casasús y Navía de Osorio.
Con María de la Purificación Casasús y Navía-Osorio:
- Antonio José María Ruiz Urriés de Castilla y Casasús, II conde de Ruiz de Castilla. Brigadier de los Reales Ejércitos, Caballero de la Orden de Santiago e Introductor de Embajadores. Nacido en Huesca, España. Casó con Manuela María de Pascali y Pau, hija única de José Manuel de Pascali y Santpere, I barón de San Luis (en catalán: Sant Lluís)  y María de Pau y van Marck de Lummen, dama de la Orden de las Damas Nobles de la Reina María Luisa. Tuvieron solo un hijo, Carlos Luis Fernando,[2] que murió a los 22 meses de nacer.

## Genealogía
|  | |  |  |  |  |  |  |  |  |  |  |  |  |  |  |  |
|  | 16. Juan Bernardino Ruiz de Castilla y Urriés y Felices (1588-1653)                                |  |  |  |  |  |  |  |  |  |  |  |  |  |  |  |
|  | |  |  |  |  |  |  |  |  |  |  |  |  |  |  |  |
|  | |  |  |  |  |  |  |  |  |  |  |  |  |  |  |  |
|  | 8. José Martín Ruiz de Castilla y Urriés y Biota (1612-1680)                                       |  |  |  |  |  |  |  |  |  |  |  |  |  |  |  |
|  | |  |  |  |  |  |  |  |  |  |  |  |  |  |  |  |
|  | |  |  |  |  |  |  |  |  |  |  |  |  |  |  |  |
|  | 17. Ana Paciencia de Biota y Pérez de Suelves (1589-1676)                                          |  |  |  |  |  |  |  |  |  |  |  |  |  |  |  |
|  | |  |  |  |  |  |  |  |  |  |  |  |  |  |  |  |
|  | |  |  |  |  |  |  |  |  |  |  |  |  |  |  |  |
|  | 4. Bernardo Ruiz de Castilla y Urriés y Segura (1642-1687)                                         |  |  |  |  |  |  |  |  |  |  |  |  |  |  |  |
|  | |  |  |  |  |  |  |  |  |  |  |  |  |  |  |  |
|  | |  |  |  |  |  |  |  |  |  |  |  |  |  |  |  |
|  | 18. José de Segura y Mendiolaza y Sanz (?-1636)                                                    |  |  |  |  |  |  |  |  |  |  |  |  |  |  |  |
|  | |  |  |  |  |  |  |  |  |  |  |  |  |  |  |  |
|  | |  |  |  |  |  |  |  |  |  |  |  |  |  |  |  |
|  | 9. Dionisia de Segura Mendiolaza Gayén y Oyos (1622-1701)                                          |  |  |  |  |  |  |  |  |  |  |  |  |  |  |  |
|  | |  |  |  |  |  |  |  |  |  |  |  |  |  |  |  |
|  | |  |  |  |  |  |  |  |  |  |  |  |  |  |  |  |
|  | 19. Dionisia Gayén y Oyos                                                                          |  |  |  |  |  |  |  |  |  |  |  |  |  |  |  |
|  | |  |  |  |  |  |  |  |  |  |  |  |  |  |  |  |
|  | |  |  |  |  |  |  |  |  |  |  |  |  |  |  |  |
|  | 2. José Ruiz de Castilla y Urriés y Cavero señor de Ortillacid y de la mitad de Lizana (1675-1740) |  |  |  |  |  |  |  |  |  |  |  |  |  |  |  |
|  | |  |  |  |  |  |  |  |  |  |  |  |  |  |  |  |
|  | |  |  |  |  |  |  |  |  |  |  |  |  |  |  |  |
|  | 20. Martín Antonio Cavero y Gilbert señor de Ortillacid                                            |  |  |  |  |  |  |  |  |  |  |  |  |  |  |  |
|  | |  |  |  |  |  |  |  |  |  |  |  |  |  |  |  |
|  | |  |  |  |  |  |  |  |  |  |  |  |  |  |  |  |
|  | 10. Lorenzo Cavero y Silbes señor de Ortillacid y de parte de la Torre de la Piedra                |  |  |  |  |  |  |  |  |  |  |  |  |  |  |  |
|  | |  |  |  |  |  |  |  |  |  |  |  |  |  |  |  |
|  | |  |  |  |  |  |  |  |  |  |  |  |  |  |  |  |
|  | 21. Isabel de Silbes señora de la mitad de la Torre de la Piedra                                   |  |  |  |  |  |  |  |  |  |  |  |  |  |  |  |
|  | |  |  |  |  |  |  |  |  |  |  |  |  |  |  |  |
|  | |  |  |  |  |  |  |  |  |  |  |  |  |  |  |  |
|  | 5. Antonia Cavero y Esteban señora de Ortillacid                                                   |  |  |  |  |  |  |  |  |  |  |  |  |  |  |  |
|  | |  |  |  |  |  |  |  |  |  |  |  |  |  |  |  |
|  | |  |  |  |  |  |  |  |  |  |  |  |  |  |  |  |
|  | 11. Leonor Esteban                                                                                 |  |  |  |  |  |  |  |  |  |  |  |  |  |  |  |
|  | |  |  |  |  |  |  |  |  |  |  |  |  |  |  |  |
|  | |  |  |  |  |  |  |  |  |  |  |  |  |  |  |  |
|  | 1. Manuel María Ruiz Urriés de Castilla y Pujadas I conde de Ruiz de Castilla (1734-1812)          |  |  |  |  |  |  |  |  |  |  |  |  |  |  |  |
|  | |  |  |  |  |  |  |  |  |  |  |  |  |  |  |  |
|  | |  |  |  |  |  |  |  |  |  |  |  |  |  |  |  |
|  | 12. José Pujadas                                                                                   |  |  |  |  |  |  |  |  |  |  |  |  |  |  |  |
|  | |  |  |  |  |  |  |  |  |  |  |  |  |  |  |  |
|  | |  |  |  |  |  |  |  |  |  |  |  |  |  |  |  |
|  | 6. Juan Pujadas Sanz de Berrozpe y Muñoz (?-1732)                                                  |  |  |  |  |  |  |  |  |  |  |  |  |  |  |  |
|  | |  |  |  |  |  |  |  |  |  |  |  |  |  |  |  |
|  | |  |  |  |  |  |  |  |  |  |  |  |  |  |  |  |
|  | 13. Margarita Muñoz                                                                                |  |  |  |  |  |  |  |  |  |  |  |  |  |  |  |
|  | |  |  |  |  |  |  |  |  |  |  |  |  |  |  |  |
|  | |  |  |  |  |  |  |  |  |  |  |  |  |  |  |  |
|  | 3. Margarita Pujadas y Cabañas (1707-?)                                                            |  |  |  |  |  |  |  |  |  |  |  |  |  |  |  |
|  | |  |  |  |  |  |  |  |  |  |  |  |  |  |  |  |
|  | |  |  |  |  |  |  |  |  |  |  |  |  |  |  |  |
|  | 14. Manuel Cabañas                                                                                 |  |  |  |  |  |  |  |  |  |  |  |  |  |  |  |
|  | |  |  |  |  |  |  |  |  |  |  |  |  |  |  |  |
|  | |  |  |  |  |  |  |  |  |  |  |  |  |  |  |  |
|  | 7. Teresa Rosa Cabañas y Heredia                                                                   |  |  |  |  |  |  |  |  |  |  |  |  |  |  |  |
|  | |  |  |  |  |  |  |  |  |  |  |  |  |  |  |  |
|  | |  |  |  |  |  |  |  |  |  |  |  |  |  |  |  |
|  | 15. María de Heredia                                                                               |  |  |  |  |  |  |  |  |  |  |  |  |  |  |  |
|  | |  |  |  |  |  |  |  |  |  |  |  |  |  |  |  |
|  | |  |  |  |  |  |  |  |  |  |  |  |  |  |  |  |

| Predecesor: Barón Héctor de Carondelet 1799 - 1806                                                   | Presidente de la Real Audiencia de Quito 1806 - 1809 | Sucesor: S.A.S. Juan Pío de Montúfar como Presidente de la Junta de Gobierno de Quito 1809 - 1809 |
| Predecesor: S.A.S. Juan Pío de Montúfar como Presidente de la Junta de Gobierno de Quito 1809 - 1809 | Presidente de la Real Audiencia de Quito 1809 - 1811 | Sucesor: Obispo José de Cuero y Caicedo como Presidente del Estado de Quito 1811 - 1812           |